# Michael Brecker

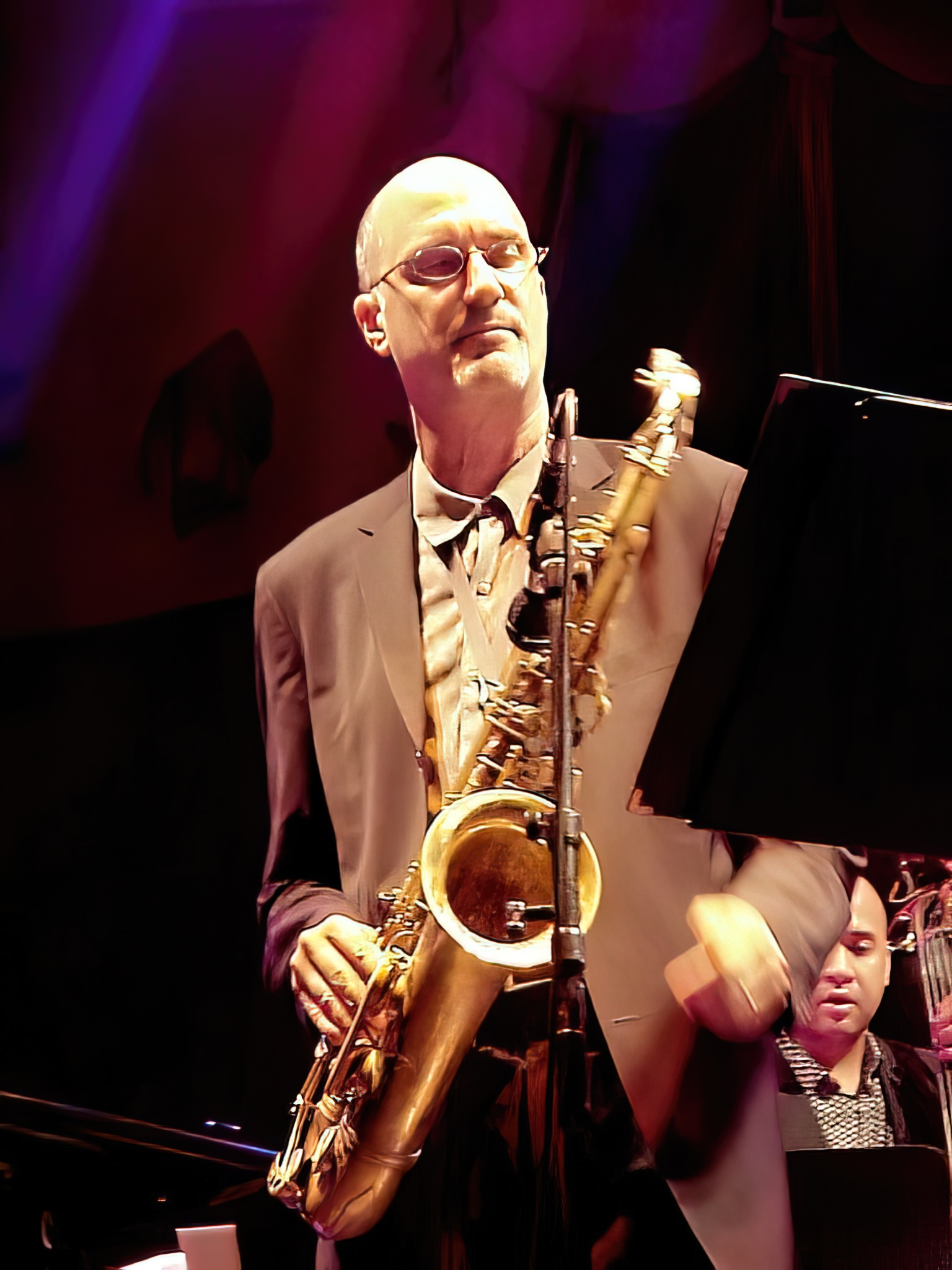
Michael Brecker (2001).

Michael Brecker (Filadelfia, 29 de marzo de 1949 - 13 de enero de 2007) fue un músico estadounidense de jazz, saxofonista tenor; aunque también tocaba el soprano, EWI, flauta, piano y batería. 

## Biografía
Michael Brecker fue un gran saxofonista que está considerado como uno de los mejores instrumentistas de jazz de la historia , (con una exquisita técnica y desbordante sensibilidad) y que también destacó, brillantemente, como compositor. 
La afición por la música le vino de su padre, que era pianista.
Empezó a estudiar clarinete en el instituto, pasándose poco tiempo después al saxo tenor, aficionándose al jazz cuando descubrió al genial saxofonista John Coltrane. Antes de cumplir los veinte años, había finalizado sus estudios de música, graduándose por la Universidad de Indiana en 1968. 
En los años 70 creó, junto con su hermano Randy, trompetista, la banda Dreams [1970-1973, Billy Cobham, John Abercrombie], y más tarde, los Brecker Brothers [1975-1981], en la que fusionaron el jazz con el rock y que gozó de un gran éxito entre los años 1975 y 1982. Además de su hermano Randy, también formaron parte de esta banda el trombonista Barry Rogers, el baterista Billy Cobham, Jeff Kent y Doug Lubahn, músicos que editan también, en la actualidad, grandes discos en solitario. 
En 1977 los hermanos abren el local Seventh Avenue South, que cerrará sus puertas en 1985. Allí invita Michael, 'para divertirse', a varios amigos en 1979. A raíz de ello, un productor japonés les propone tocar en Japón: nace así Steps (más tarde Steps Ahead), codirigido por el vibrafonista Mike Mainieri.
Michael Brecker no solo brilló como solista, sino que se calcula que participó en más de 700 discos de otros artistas, destacando su colaboración con varias figuras internacionales del rock, pop, blues y soul, entre los que cabe subrayar Frank Sinatra, Bruce Springsteen, James Taylor, Paul Simon, Steely Dan, Lou Reed, Donald Fagen, Dire Straits, Joni Mitchell, Eric Clapton, Aerosmith, Dan Fogelberg y Frank Zappa. Además, también grabó discos con figuras del mundo del jazz como Herbie Hancock, Chick Corea, Chet Baker, George Benson, Quincy Jones, Charles Mingus, Jaco Pastorius, McCoy Tyner, Pat Metheny, Elvin Jones, Roy Hargrove, Gil Evans, Billy Cobham, John Patitucci, Mike Mainieri, Torsten de Winkel, Richard Bona, Claus Ogerman, y Bob Mintzer entre otros.
En los años 80 fue miembro de la banda del programa de televisión de la NBC: Saturday Night Live y su primer disco en solitario, titulado Michael Brecker, lo sacó en 1987.
Durante el verano boreal de 2005, mientras se encontraba de gira con el grupo Steps Ahead, con el que ya había trabajado 25 años antes, le diagnosticaron una afección en la médula ósea, por la cual debió abandonar el tour. Luego, este problema evolucionó hasta transformarse en una leucemia. Falleció a la edad de 57 años el sábado 13 de enero de 2007, en un hospital de Nueva York, tras un año y medio de lucha.
Su última aparición en público fue el 23 de junio de 2006 en el Carnegie Hall junto a Herbie Hancock. 
Michael Brecker ganó durante su carrera 15 premios Grammy.

## Discografía
- Brecker, Michael Pilgrimage 2007 Heads Up
- Saxophone Summit, Gathering of Spirits 2004 Telarc CD-83607
- Brecker, Michael Quindectet Wide Angles 2003 Verve
- Brecker, Michael, et al. Directions in Music Live at Massey Hall 2002
- Brecker, Michael Nearness of You 2001 Verve 01 314 549 705-2
- Brecker, Michael Time Is of the Essence 1999 Verve 3145418442
- Brecker, Michael Two Blocks from the Edge 1998 Impulse! 11107 260 2
- Brecker, Michael Tales from the Hudson 1996 Impulse! 11912
- Brecker, Michael and Claus Ogerman Cityscape Warner Bros 8122-73718-2
- Brecker Brothers, Out of the Loop 1994 GRP GRD-9784
- Brecker Brothers, The Return of The Brecker Brothers 1992 GRP GRD-9684
- Brecker, Michael Now You See It ... (Now You Don't) 1990 GRP GRD-9622
- Brecker Brothers, The Collection Vol.1 (Compilation) 1990 BMG 3075-2-N
- Brecker Brothers, The Collection Vol.2 (Compilation) 1990 BMG 3076-2-N
- Brecker, Michael Don't Try This at Home 1988 MCA Impulse! MCAD-42229
- Brecker, Michael Michael Brecker 1987 MCA Impulse! MCAD-5980
- Steps Ahead Live in Tokyo 1986 94 NYC Record VACF-1006
- Steps Ahead Magnetic 1986 Elektra 9 60441-2
- Steps Ahead Modern Times 1984 Elektra Musician 9 60351-1-E
- Steps Ahead Steps Ahead 1983 Elektra Musician E1 60168-1
- Steps Paradox 1982 Better Days YF-7044-N
- Steps Step by Step 1981 Better Days YF-7020-N
- Steps Smokin' in the Pit 1981 Better Days YB-7010/7011-N
- Brecker Brothers, Straphangin' 1981 Arista AL 9550
- Brecker Brothers, Detente 1980 Arista AB 4272
- Brecker Brothers, Heavy Metal Be-Bop 1978 Arista AB 4185
- Brecker Brothers, Don't Stop the Music 1977 Arista AL 4122
- Brecker Brothers, Back to Back 1976 Arista AL 4061
- Brecker Brothers, The Brecker Brothers 1975 Arista AL 4037